# Cuphonotus humistratus
Cuphonotus humistratus là một loài thực vật có hoa trong họ Cải. Loài này được (F.Muell.) O.E.Schulz mô tả khoa học đầu tiên năm 1933.